# Oceanisch kampioenschap hockey 2011
De zevende editie van het Oceanisch kampioenschap hockey werd van 6 tot en met 9 oktober 2011 gehouden in het Australischese Hobart. Bij de mannen trok Fiji zich op 21 september terug en resteerde naast het gastland alleen Nieuw-Zeeland. Deze twee landen waren ook de enige deelnemers bij de vrouwen.
Beide teams speelden drie keer tegen elkaar.
De Australische mannen en Nieuw-Zeelandse vrouwen verdedigden met succes hun titel. Doordat op dit toernooi twee tickets te verdelen waren voor deelname aan de Olympische Spelen van 2012 waren alle vier de deelnemende teams automatisch verzekerd van een ticket.

## Mannen
| Team          | GS | W | G | V | DV | DT | DS | Ptn |
| ------------- | -- | - | - | - | -- | -- | -- | --- |
| Australië     | 3  | 1 | 1 | 1 | 9  | 7  | +2 | 4   |
| Nieuw-Zeeland | 3  | 1 | 1 | 1 | 7  | 9  | -2 | 4   |

| 6 oktober 2011 17:30 UTC+10 |              |                           |  |
| Australië                   | 0- 3 (0 - 1) | Nieuw-Zeeland             |  |
|                             |              | 8' Inlgis 57' 63' Haywood |  |

| 8 oktober 2011 15:00 UTC+10   |               |                                 |  |
| Australië                     | 3 – 3 (2 – 2) | Nieuw-Zeeland                   |  |
| 7' Knowles 38' Dwyer 48' Ford |               | 36' Child 44' Hilton 50' Wilson |  |

| 9 oktober 2011 15:00 UTC+10                           |               |               |  |
| Australië                                             | 6 – 1 (4 – 0) | Nieuw-Zeeland |  |
| 1' Ockenden 10' Orchard 16' Govers 42' 55' 60' Turner |               | 66' Burrows   |  |

Eindrangschikking
| Rang   | Land          |
| ------ | ------------- |
| Goud   | Australië     |
| Zilver | Nieuw-Zeeland |

## Vrouwen
| Team          | GS | W | G | V | DV | DT | DS | Ptn |
| ------------- | -- | - | - | - | -- | -- | -- | --- |
| Nieuw-Zeeland | 3  | 1 | 1 | 1 | 8  | 7  | +1 | 4   |
| Australië     | 3  | 1 | 1 | 1 | 7  | 8  | -1 | 4   |

| 6 oktober 2011 19:30 UTC+10 |               |               |  |
| Australië                   | 2 – 1 (2 – 0) | Nieuw-Zeeland |  |
| 25' 32' Flanagan            |               | 4' Glynn      |  |

| 8 oktober 2011 13:00 UTC+10        |               |                                   |  |
| Australië                          | 3 – 3 (1 – 3) | Nieuw-Zeeland                     |  |
| 21' Flanagan 56' Eastham 62' Smith |               | 7' Naylor 8' S. Harrison 35' Punt |  |

| 9 oktober 2011 13:00 UTC+10 |               |                                                      |  |
| Australië                   | 2 – 4 (2 – 2) | Nieuw-Zeeland                                        |  |
| 14' Schultz 35' Messent     |               | 7' C. Harrison 20' Sharland 58' Eshuis 65' Michelsen |  |

Eindrangschikking
| Rang   | Land          |
| ------ | ------------- |
| Goud   | Nieuw-Zeeland |
| Zilver | Australië     |

Australië (m, v) & Nieuw-Zeeland (v) 1999 · 
Australië (m) & Nieuw-Zeeland (v) 2001 · 
Australië (m) & Nieuw-Zeeland (m, v) 2003 · 
Suva (m) & Australië (v) & Nieuw-Zeeland (v) 2005 · 
Buderim 2007 · 
Invercargill 2009 · 
Hobart 2011 · 
Stratford 2013 · 
Stratford 2015 · 
Sydney 2017 · 
Rockhampton 2019